# Gangdu (sockenhuvudort i Kina, Liaoning Sheng, lat 40,64, long 122,51)
Gangdu är en sockenhuvudort i Kina. Den ligger i provinsen Liaoning, i den nordöstra delen av landet, omkring 150 kilometer sydväst om provinshuvudstaden Shenyang. Antalet invånare är 113 457. Befolkningen består av 56 057 kvinnor och 57 400 män. Barn under 15 år utgör 12,0 %, vuxna 15-64 år 80 %, och äldre över 65 år 7,0 %.
Runt Gangdu är det tätbefolkat, med 331 invånare per kvadratkilometer. Gangdu är det största samhället i trakten. Trakten runt Gangdu består till största delen av jordbruksmark.
Genomsnittlig årsnederbörd är 976 millimeter. Den regnigaste månaden är juli, med i genomsnitt 249 mm nederbörd, och den torraste är januari, med 7 mm nederbörd.